# Miroslav Gradinarov
Miroslav Gradinarov (in bulgaro Мирослав Градинаров?; Dobrič, 10 febbraio 1985) è un pallavolista bulgaro.
Gioca nel ruolo di schiacciatore nel Clubul Sportiv Arcada Galați.

## Carriera

### Nazionale (competizioni minori)
- Memorial Hubert Wagner 2016